# Hà Hồng Sân
Hà Hồng Sân GBM GLM GBS GML OBE CStJ SPMP SPMT (tiếng Trung: 何鴻燊 ; tiếng Anh: Stanley Ho Hung-sun; sinh ngày 25 tháng 11 năm 1921 – mất ngày 26 tháng 5 năm 2020), là một doanh nhân, tỷ phú Hồng Kông-Ma Cao. Họ gốc của ông là Bosman, sau đó được ghép thành chữ Hán 何 (phiên âm Hán-Việt: Hà). Ông là người sáng lập và chủ tịch của SJM Holdings, công ty sở hữu mười chín sòng bạc ở Ma Cao, bao gồm cả Grand Lisboa. Hà Hồng Sân có nhiều biệt danh khác nhau như Trùm sòng bạc hay Vua sòng bài nhờ vào việc chính phủ Ma Cao cấp phép độc quyền kinh doanh ngành công nghiệp cờ bạc trong 40 năm. Tài sản của ông được chia cho con gái Hà Siêu Quỳnh ($5.3 tỷ USD)  sở hữu MGM Ma Cao, người vợ thứ tư Lương An Kỳ (4,1 tỷ USD), người vợ thứ ba Trần Uyển Trân ( 1 tỷ USD),giám đốc điều hành của SJM Holdings và con trai Hà Du Long (2,6 tỷ USD) sở hữu sòng bạc City of Dreams.
Hà Hồng Sân là người sáng lập và chủ tịch của Shun Tak Holdings (信德集團, Tập đoàn Tín Đức), qua đó ông sở hữu nhiều doanh nghiệp bao gồm giải trí, du lịch, vận tải biển, bất động sản, ngân hàng và vận tải hàng không. Người ta ước tính rằng các doanh nghiệp của ông sử dụng gần 1/4 lực lượng lao động tại Ma Cao. Ngoài Hồng Kông và Ma Cao, ông còn đầu tư vào Trung Quốc đại lục, Bồ Đào Nha, Triều Tiên nơi ông điều hành sòng bạc, Việt Nam, Philippines, Mozambique, Indonesia và Đông Timor.
Những ý kiến và tuyên bố của ông về sự phát triển bất động sản và thương mại của Hồng Kông đã gây ảnh hưởng lớn trên thị trường. Trong những năm cuối đời, ông vướng vào vụ kiện tụng với người em gái Hà Uyển Kỳ, liên quan đến quyền sở hữu sòng bạc Ma Cao. Sau thời gian hồi phục do chứng đột quỵ vào tháng 7 năm 2009, đến cuối năm 2010, ông bắt đầu thực hiện các bước để trao quyền sở hữu đế chế tài chính cho nhiều người vợ và con của mình. Hà Hồng Sân qua đời vào ngày 26 tháng 5 năm 2020 tại Bệnh viện Dưỡng Hòa.

## Tiểu sử

### Gốc gác
Cụ cố là Charles Henry Maurice Bosman, một thương nhân người Hà Lan gốc Do Thái, sau này có quốc tịch Anh. Ông đảm nhận giám đốc Khách sạn Hong Kong, Hong Kong và Kowloon Wharf, đồng thời là Lãnh sự Hà Lan, người bán bảo hiểm hàng hải cho những khách hàng như Jardines. Họ Bosman được phát âm trong tiếng Quảng Đông là Bo-Se-Man và được phiên âm thành Ho-Sze-Man (tiếng Trung: 何仕文, phiên âm sang tiếng Việt là Hà Sĩ Văn).
Sự kiện Hồng Kông mở cửa các thương cảng năm 1842 đã thu hút nhóm thương nhân tìm kiếm cơ hội kinh doanh và thám hiểm, Hà Sĩ Văn là một trong đó. Ông đặt chân tới Hồng Kông năm 1859 và rời đi năm 1873. Ông có mối quan hệ với bà Thi Đệ (施娣, Sze Tai), một phụ nữ Trung Quốc trong thời gian 14 năm lưu trú tại đây. Giá trị đạo đức Nho giáo và tầng lớp phong kiến thống trị không cho phép phụ nữ Trung Quốc đến với đàn ông ngoại quốc. Thường chỉ có đàn ông ngoại quốc qua lại với những cô con gái nhà thuyền chài hoặc gái nhà thổ. Những người phụ nữ có dính líu với đàn ông châu Âu thì không thể sống trong khu người Hoa mà chỉ có thể đến ở khu vực đông người ngoại quốc như đường Queen hay Bonham, Hồng Kông. Bà Thi Đệ là con gái của gia đình làm nghề chài lưới (đản gia) gốc Bảo An, Thâm Quyến.
Cả hai chung sống không hôn thú tại căn nhà trên đường D'Aguilar, Hồng Kông. Sau đó sinh ra 1 gái và 4 con trai: Hà Bách Nhan (con gái), nhà tư sản mại bản nổi tiếng Hà Đông (Robert Ho Tung Bosman), Hà Khải Phúc (Walter Bosman), Hà Khải Mãn và Hà Khải Giai.
Mặc dù ông Hà Đông là một đứa trẻ lai nhưng luôn coi mình là người Trung Quốc. Một trăm năm trước, cậu bé Hà Đông đã hỏi cha mình: "Tại sao người Anh lại coi thường người Trung Quốc?", ông Hà Sĩ Văn nói: "Bởi vì người Trung Quốc nghèo." Câu nói này làm ông Hà Đông thật khó quên, đã trở thành động lực phấn đấu suốt cuộc đời.
Ngoài ra, Hà Sĩ Văn rời Hồng Kông sang Anh và để lại mẹ con bà Thi Đệ, tình cảm cha con xa cách, bản thân anh em ông Hà Đông được mẹ nuôi nấng. Vì vậy gia tộc Robert Hà Đông đã kế thừa chế độ mẫu hệ, tự nhận là người gốc Bảo An, Thâm Quyến.

### Gia đình

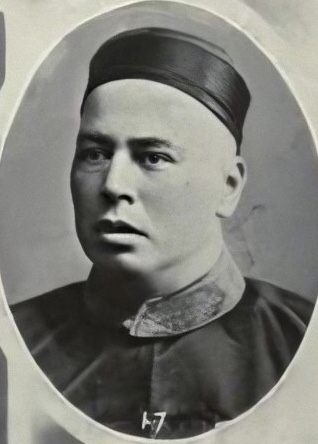
Ông nội Hà Khải Phúc
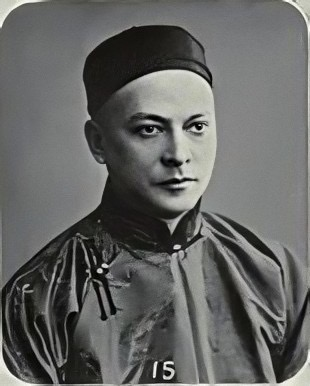
Ông ngoại Tiển Đức Phân

Ông nội của Hà Hồng Sân tên là Hà Khải Phúc kết hôn với bà La Thụy Thái (Lucy Rothwell), chị ruột của nhà tư sản La Trường Triệu (羅長肇), thuộc thế hệ con lai Âu Á đầu tiên tại Hồng Kông, con gái của thương nhân người Anh Thomas Rothwell (phiên âm sang tiếng Quảng Đông là La Phú Hoa) với một phụ nữ Trung Quốc.
Hà Hồng Sân là con thứ 9 trong số 13 người con của ông Hà Thế Quang, thành viên Hội đồng lập pháp Hồng Kông, cựu chủ tịch của bệnh viện Đông Hoa Tam Viện (Tung Wah Group of Hospitals). Mẹ là Tiển Hưng Vân (có tên tiếng Anh là Flora Hall, 冼興雲), con gái của ông Stephen Hall (tên tiếng Trung là Tiển Đức Phân, 冼德芬, 1856—1925), nhà sáng lập tập đoàn Tung Wah Group of Hospitals. Ông ngoại của Hà Hồng Sân là người lai Trung-Anh, con trai thương nhân người Anh Stephen Prentis Hall.
Do bà cố hai bên nội ngoại đều là những phụ nữ người Trung Quốc sinh con với người ngoại quốc nên có mối quan hệ thân thiết từ đó tạo dựng tình bạn cho thế hệ con cái. Quan hệ giữa hai gia tộc họ La và họ Hà gắn kết bằng kinh doanh và hôn phối.

### Thời niên thiếu
Hà Hồng Sân sinh ra tại Hồng Kông trong gia cảnh giàu có, thời điểm thịnh vượng nhất có tới 17 người giúp việc. Ông từng chia sẻ rằng:"Gia đình có quá nhiều tiền, được chiều đến hư. Đầu tiên chúng tôi có ô tô rồi lại đến du thuyền, ngôi nhà của chúng tôi nằm ở khu dân cư Mid-levels thượng lưu thuộc đảo Hồng Kông, sát đường Macdonnell (麦当劳道), dài đến mức có thể được sử dụng để chạy bộ." 
Cuộc sống kiểu như vậy đã có sự thay đổi đột ngột vào năm Hà Hồng Sân 13 tuổi. Năm 1934, người cha là Hà Thế Quang bị vỡ nợ vì chứng khoán, đã phải cầm cố tài sản và sang lánh nạn tại Việt Nam, từ đó gia cảnh sa sút. Hà Hông Sân nhớ lại biến cố khiến gia đình mình "ngập trong nợ nần chỉ sau một đêm" và nói: "Đêm đó, tôi đang ngủ say, và mẹ đột nhiên đánh thức tôi dậy, vừa khóc vừa nói với tôi: "A Cửu, chúng ta không còn tiền nữa". Tôi mở miệng và hỏi," Chuyện này là sao?." Mẹ đi theo và nói: "Con không cần học hành chăm chỉ nữa. Đến cuối năm, con sẽ phải ra ngoài tìm việc và làm việc". Tôi mất ngủ cả đêm hôm đó, không tin tôi phải vật lộn, không còn lý do để nghĩ đến các bài kiểm tra nữa. Ông Hà Hồng Sân nói rằng cảm giác lúc đó chỉ có 3 từ để mô tả: Thật đáng buồn.
Khi đó, không có tiền đi xe buýt, đi bộ đến trường, không có tiền mua sách học, mọi cách chỉ có thể dựa vào học bổng. Ông nhớ lại trong một cuộc phỏng vấn với các phóng viên: "Có lần tôi đi xe buýt, "mất nửa ngày" để tìm một đồng xu, kết quả được cho là tiền giả, thật khổ sở."
Hà Hồng Sân có kết quả học kém tại trung học Queen's College, Hồng Kông. Tại đây, ông được xếp vào lớp D - lớp có trình độ thấp nhất trong hệ thống các lớp ở Hồng Kông do kết quả không đạt yêu cầu. Sau khi nhận ra rằng học hành cần mẫn là cách duy nhất để cải thiện địa vị xã hội của mình nên đến năm 1939, ông được nhận vào Đại học Hồng Kông. Hà Hồng Sân đã trở thành học sinh đầu tiên từ lớp D được nhận học bổng vào đại học. Việc học đại học đã bị gián đoạn do Chiến tranh thế giới thứ II.

## Sự nghiệp

### Thời kỳ đầu

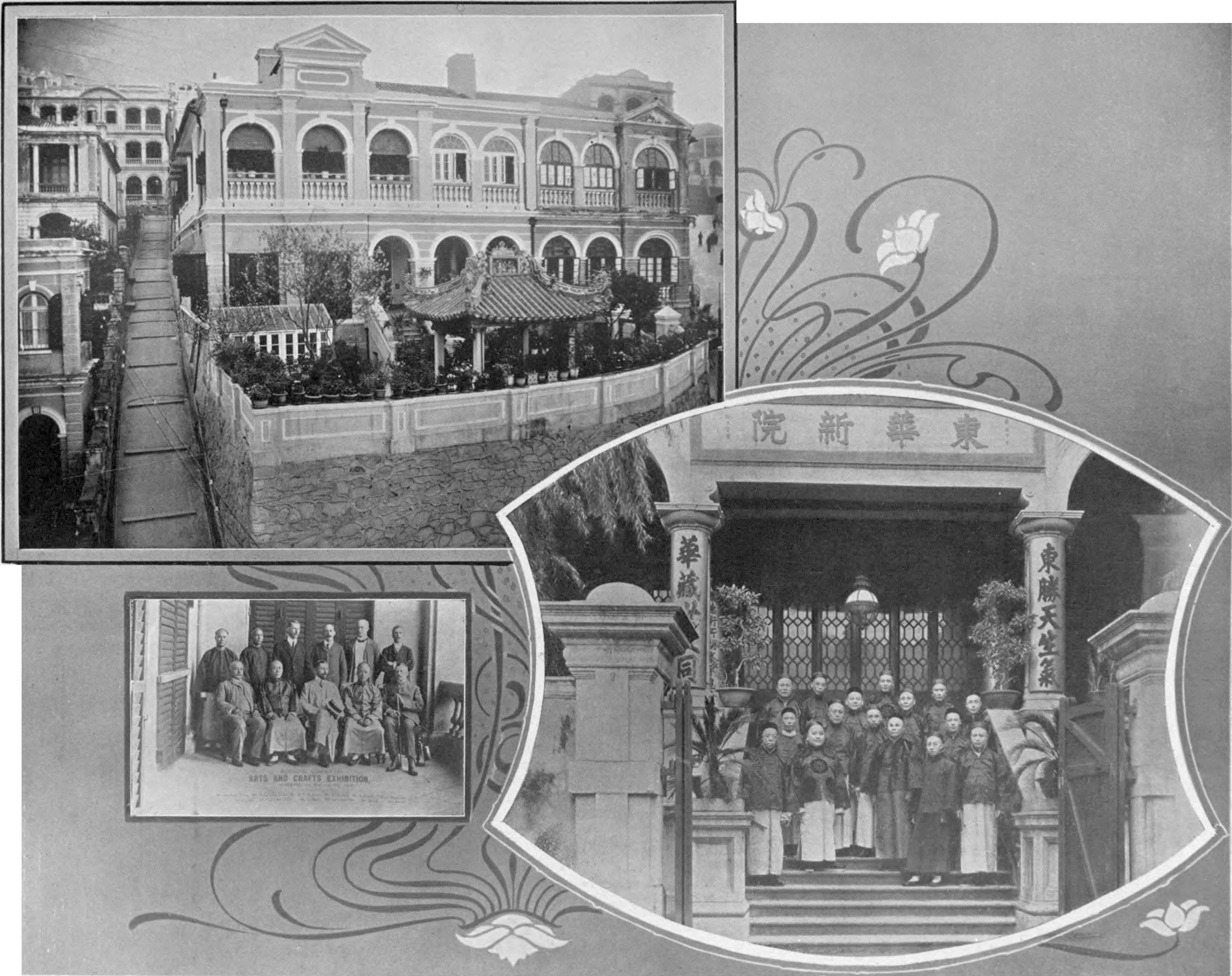
Ngôi nhà của ông Hà Cam Đường (ảnh 1) vào đầu thế kỷ 20

Mùa thu năm 1941, Hà Hồng Sân tham gia đội quân tình nguyện do Quân đội Anh tổ chức. Người chú là Hà Thế Văn (con trai ông Hà Cam Đường) đã liên lạc với Hà Hồng Sân. Sau đó, trở thành điện thoại viên cho đội cảnh báo phòng không của Anh. Khu vực nhà điều hành là tầng hầm của nhà ông Hà Cam Đường (em cùng mẹ khác cha với ông Hà Khải Phúc). Vào những năm 80, chính phủ đã khôi phục nhà Hà Cam Đường thành Bảo tàng Tôn Trung Sơn.
Ngày 8 tháng 12 năm 1941, chiến tranh Thái Bình Dương nổ ra và quân đội Nhật đã ném bom sân bay Hồng Kông. Quân đội Nhật Bản đã xâm chiếm Hồng Kông, công việc bị đình chỉ, lúc này Hà Hồng Sân đang là sinh viên năm cuối. Hà Thế Văn đã giới thiệu cháu với ngài Saito, thương nhân Nhật Bản, hỏi Hà Hồng Sân có đồng ý đến Ma Cao (khu vực trung lập duy nhất trên chiến trường Trung-Nhật) vào thời điểm đó không. Ngày 25 tháng 12, Thống đốc Hồng Kông tuyên bố đầu hàng. Hà Hồng Sân đã sang Ma Cao tị nạn mà trong người chỉ có 10 đồng.
Năm 1942, nhờ khả năng tiếng Anh nên ông được giới thiệu vào làm tại công ty Lương Du Liên Xương (昌糧油公司), liên doanh giữa Trung Quốc, Bồ Đào Nha và Nhật Bản tại Ma Cao.
Công việc chính của Hà Hồng Sân là hộ tống tàu. Vào thời điểm đó, dưới sự phong tỏa của quân Nhật, Ma Cao muốn nhập nguyên liệu, phải vượt quãng đường vận chuyển rủi ro cao. Hà Hồng Sân được yêu cầu đưa một đội tàu giao hàng đến Sumatra, Indonesia. Vào thời điểm đó, biển đều do hải quân Nhật Bản kiểm soát. Miễn là có tàu thương mại, đều sẽ bị lính Nhật chặn lại. Không ai ở Liên Xương sẵn sàng chấp nhận sự quyết liệt này. Nếu hàng hóa không được giao đúng hạn, công ty sẽ phải đối mặt với một tổn thất lớn. Để tránh hải quân Nhật Bản, Hà Hồng Sân đã dẫn đoàn tàu buôn ngày đêm, ban ngày ẩn náu trên một hòn đảo biệt lập, khởi hành trên biển vào ban đêm. Khi con tàu buôn đi vào biển Sumatra, họ không may gặp phải hải quân Nhật Bản. Lính Nhật nhảy vào tàu buôn mang theo súng. Nhờ khả năng tiếng Nhật lưu loát cùng hoà giải với lính Nhật, Hà Hồng Sân đã biến nguy thành yên, hoàn thành nhiệm vụ giao hàng. Năm 1943, kết quả kinh doanh của công ty Liên Xương rất tốt, để cảm ơn Hà Hồng Sân vì sự đóng góp to lớn nên vào dịp cuối năm, Hà Hồng Sân đã được thưởng cổ tức trị giá 1 triệu Pataca Ma Cao (葡幣, 葡币 hay "Bồ tệ"). Đây chắc chắn là một khoản tiền khổng lồ. Vào thời điểm đó, công việc tại đây chỉ có thể kiếm được vài trăm đồng mỗi năm.
Năm 1945, khi 24 tuổi, Hà Hồng Sân không hài lòng khi làm việc tại Liên Xương, muốn tự lập con đường riêng và bắt đầu kinh doanh riêng của mình. Hà Hồng Sân luôn muốn mở một nhà máy dệt, tuy nhiên, người vợ Lê Uyển Hoa cảm thấy rằng thị trường Ma Cao nhỏ và nhà máy không thể cạnh tranh với các nhà máy ở Hồng Kông, tốt hơn hết là bắt đầu một công ty và kinh doanh nhập khẩu dệt may. Lê Uyển Hoa và vợ của Thống đốc Ma Cao là những người bạn tốt. Với việc vận động hành lang, cô đã nhận được sự ủng hộ của chính phủ Ma Cao.
Năm 1947, ông cùng với người bạn Hà Thiến Hành, người sau này sáng lập ngân hàng Hằng Sinh (Hang Seng Bank Limited) đã thành lập cửa hàng "Đại Mỹ Dương Hàng" để kinh doanh hạn ngạch dệt may; Ngay sau khi thành lập, công ty đạt thành công trong kinh doanh và kiếm được rất nhiều tiền.
Mùa thu năm 1947, ông cùng với Lương Cơ Hạo và những người khác thành lập nhà máy lọc dầu tại Ma Cao. Trước kia khi Hồng Kông thất thủ, Lương Cơ Hạo và các đối tác Bồ Đào Nha và Nhật Bản đã cùng điều hành công ty thương mại Liên Xương. Hà Hồng Sân từng làm thư ký trong công ty Liên Xương; sau đó, cả hai trở thành đối tác kinh doanh.
Từ năm 1941 đến 1947 những thành công của Hà Hồng Sân làm dấy lên sự ghen tị của các băng đảng Ma Cao, chúng bắt đầu phá hoại nhà máy lọc dầu, thậm chí còn lên kế hoạch ám sát ông. Một buổi sáng năm 1953, tài xế lái chiếc xe của Hà Hồng Sân nhanh chóng tới nhà máy lọc dầu. Một chiếc xe của băng đảng xã hội đen lao tới đâm vào khiến tài xế bị thương nặng, may mắn Hà Hồng Sân đã không có mặt trên xe hôm đó. Sau sự việc này, Hà Hồng Sân cảm thấy không an toàn và muốn quay về Hồng Kông.
Mùa hè năm 1953, ông thuyết phục vợ cùng về Hồng Kông. Hai người đưa theo con gái và con trai đầu. Trước khi trở về, ông đã mua một căn hộ thuộc khu dân cư trên đường Conduit, Hồng Kông. Sau khi đặt chân tới thì cả gia đình đã sống tại đây.
Ông cũng thấy rằng Hồng Kông đang phát triển nhanh chóng, ngày càng có nhiều người và số lượng xây dựng nhà ở cũng tăng lên. Vì nghĩ rằng bất động sản sẽ có sự phát triển vượt bậc nên ông đã sử dụng tiền trong tay để thành lập Công ty Xây dựng Lợi An.
Năm 1953, Công ty Xây dựng Lợi An được thành lập tại Hồng Kông, tham gia lĩnh vực bất động sản và xây dựng. Hà Hồng Sân đã thuê một số nhà thiết kế người Anh để xây dựng các tòa nhà dân cư ở nhiều nơi ở Hồng Kông. Từ khu Loan Tể đến (Vịnh Đồng La) tất cả các bất động sản được phát triển bởi Công ty Lợi An và thu được lợi nhuận cao.
Vào giữa những năm 1950, ông đã trở thành ông chủ một đế chế tại Hồng Kông.

### Kinh doanh sòng bạc
Vào thời điểm này, Ma Cao vẫn còn là thuộc địa của Bồ Đào Nha. Hà Hồng Sân và doanh nhân Hồng Kông Hoắc Anh Đông đã chơi một trận bóng đá từ thiện ở Ma Cao. Sau khi kết thúc, Thống đốc mời họ đi ăn tối. Trong bữa tiệc, hai doanh nhân thông minh đã nhìn thấy cơ hội kinh doanh. Sau bữa tối, Hoắc Anh Đông nói với ông rằng nếu tham gia đấu thầu nhượng quyền thương mại dịch vụ sòng bài Ma Cao thì nhất định có cơ hội giành được phần thắng. Tất nhiên là Hà Hồng Sân đồng ý. Năm 1961, chính phủ Bồ Đào Nha ban hành nghị định mở Macau thành khu du lịch, nhượng quyền thương mại và giải trí, và công khai mời đầu tư đầu tư vào giấy phép nhượng quyền sòng bạc Macau nhưng họ không phải là những người duy nhất đang để mắt đến cơ hội kinh doanh này. Những người trung thành với Hồng Kông và Ma Cao đang để mắt trở thành "vua cờ bạc" tiếp theo.
Năm 1961, Hà Hồng Sân cùng với ông trùm Diệp Hàn (葉漢), Diệp Đức Lợi (葉德利, chồng của người em gái Hà Uyển Uyển, là con gái thứ sáu của ông Hà Thế Quang. Bà Hà Uyển Uyển và ông Diệp kết hôn tại Sài Gòn, Việt Nam vào những năm 1940), tỷ phú Hoắc Anh Đông, v.v. đã liên minh để thành lập một công ty - tập đoàn mới. Với sự cạnh tranh khốc liệt, Hà Hồng Sân đã đưa ra một mức giá mà chính phủ Bồ Đào Nha khó có thể từ chối. "Mở một cảng mới và mua tàu nhanh nhất đến Hồng Kông và Ma Cao trong vòng một giờ, biến cảng mới thành một thành phố mới. Và điều kiện của chúng tôi là đủ tốt, hầu hết số tiền kiếm được trong sòng bạc được sử dụng để làm từ thiện, bên kia thực sự không thể so sánh. Khi tôi đưa ra các điều kiện, Chính phủ ngay lập tức ôm tôi và nói Bạn đã thắng thầu."
Giá đấu thầu cuối cùng đưa ra là 3.167.000 Bồ tệ (chỉ hơn 17.000 nhân dân tệ so với đối thủ), thắng lợi khi giành được giấy phép với lĩnh vực cờ bạc tại Ma Cao, thành lập Công ty TNHH Du lịch và Giải trí Ma Cao (Sociedade de Turismo e Diversões de Macau, S.A.) hay còn gọi là Úc Ngu, xây dựng khách sạn Grand Lisboa. Chiến thắng hoạt động sòng bạc chỉ là bước đầu tiên, để một sòng bạc phải đối phó với cuộc đấu tranh giữa tất cả các bên, tam giáo cửu lưu (đủ hạng người). Một số người tìm được một nhóm người ăn xin để bao quanh sòng bạc. Ông Hà Hồng Sân nghĩ rằng vì người nào có thể chi tiền để mời một nhóm người ăn xin, vậy thì tôi sẽ chi tiền để mời những người ăn xin này đi.
Hà Hồng Sân coi kiên cường và linh hoạt là hai phương pháp chính:
| “ | "Tôi là một doanh nhân và tôi thực sự không tin vào thất bại. Tôi nghĩ về mặt kinh doanh, cùng tắc biến, biến tắc thông. Không có lý do để thất bại dễ dàng như vậy. Tôi đề nghị những người trẻ tuổi không nên dễ dàng chấp nhận từ "không"." | ” |

Sau đó, sau những đợt sóng lớn và nhỏ, cuộc xung đột giữa Hà Hồng Sân và Diệp Hàn ngày càng sâu sắc hơn. Cả hai bên đều có những động thái riêng, và cuối cùng Diệp Hàn kết thúc cuộc chơi. Năm 2002, Hoắc Anh Đông cũng rút khỏi Giải trí Úc Ngu.
Ngoài ra ông thành lập Tập đoàn Tín Đức tại Hồng Kông năm 1972 và SJM Holdings được niêm yết trên thị trường sàn chứng khoán Hồng Kông năm 1973 (SEHK: ). Trước khi mở quyền khai thác sòng bạc Macau, Công ty Úc Ngu độc quyền toàn bộ hoạt động sòng bạc, điều hành sòng bạc ở Macau trong nhiều năm. Từ giữa những năm 1960 đến 2003, ông đã tích lũy vốn trong một số hoạt động độc quyền; bao gồm Lisboa Casino được xây dựng vào ngày 11 tháng 6 năm 1970 và Grand Lisboa Casino (新葡京娛樂場) được xây dựng vào ngày 11 tháng 2 năm 2007. Ngoài Hồng Kông và Ma Cao, tập đoàn của Hà Hồng Sân cũng đã đầu tư vào nhiều quốc gia, bao gồm Việt Nam, Bắc Triều Tiên, Philippines, Bồ Đào Nha, v.v.

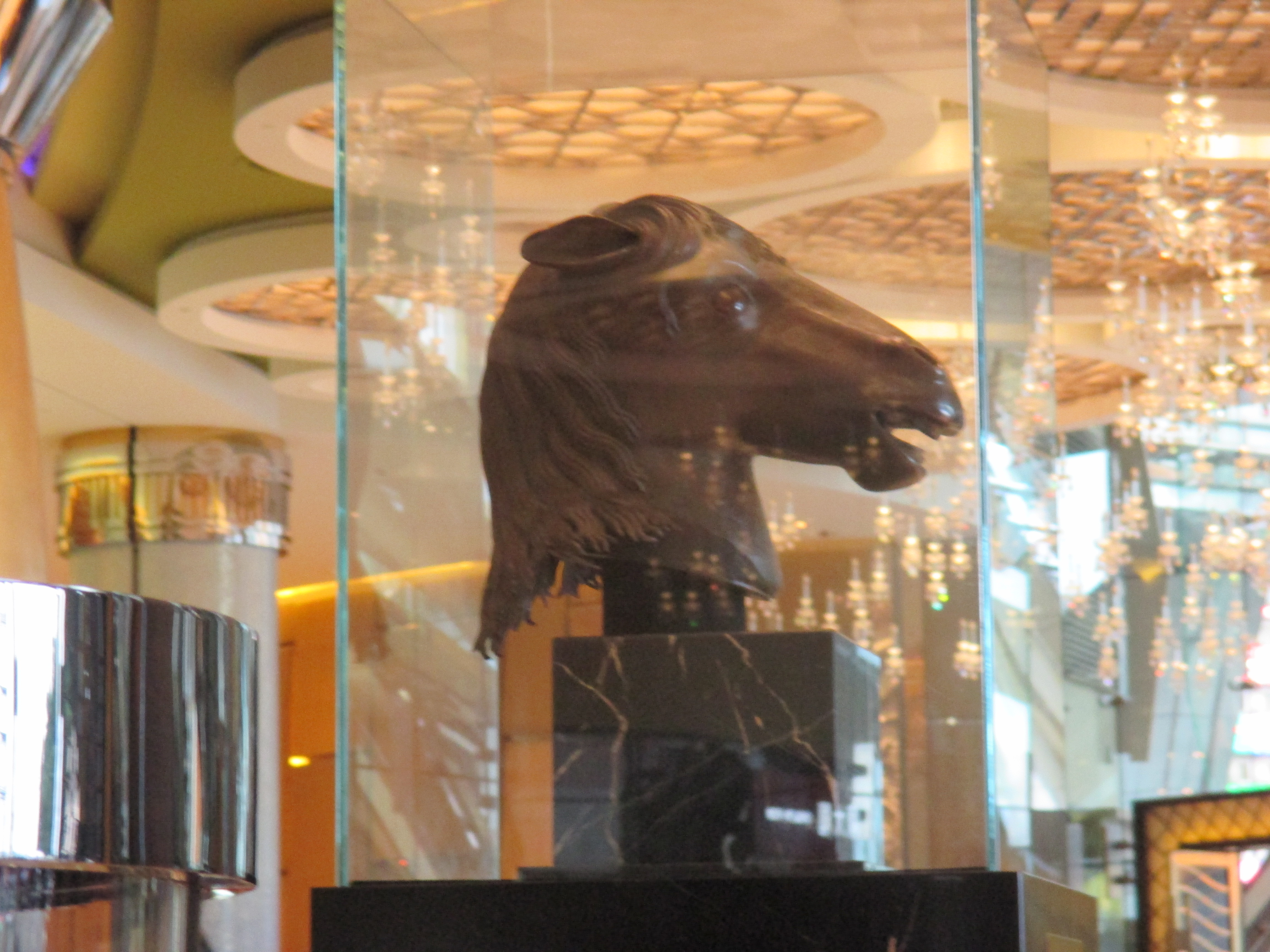
Tượng đầu ngựa từng thuộc về Cung điện Mùa hè nhà Thanh được Hà Hồng Sân mua lại qua phiên đấu giá
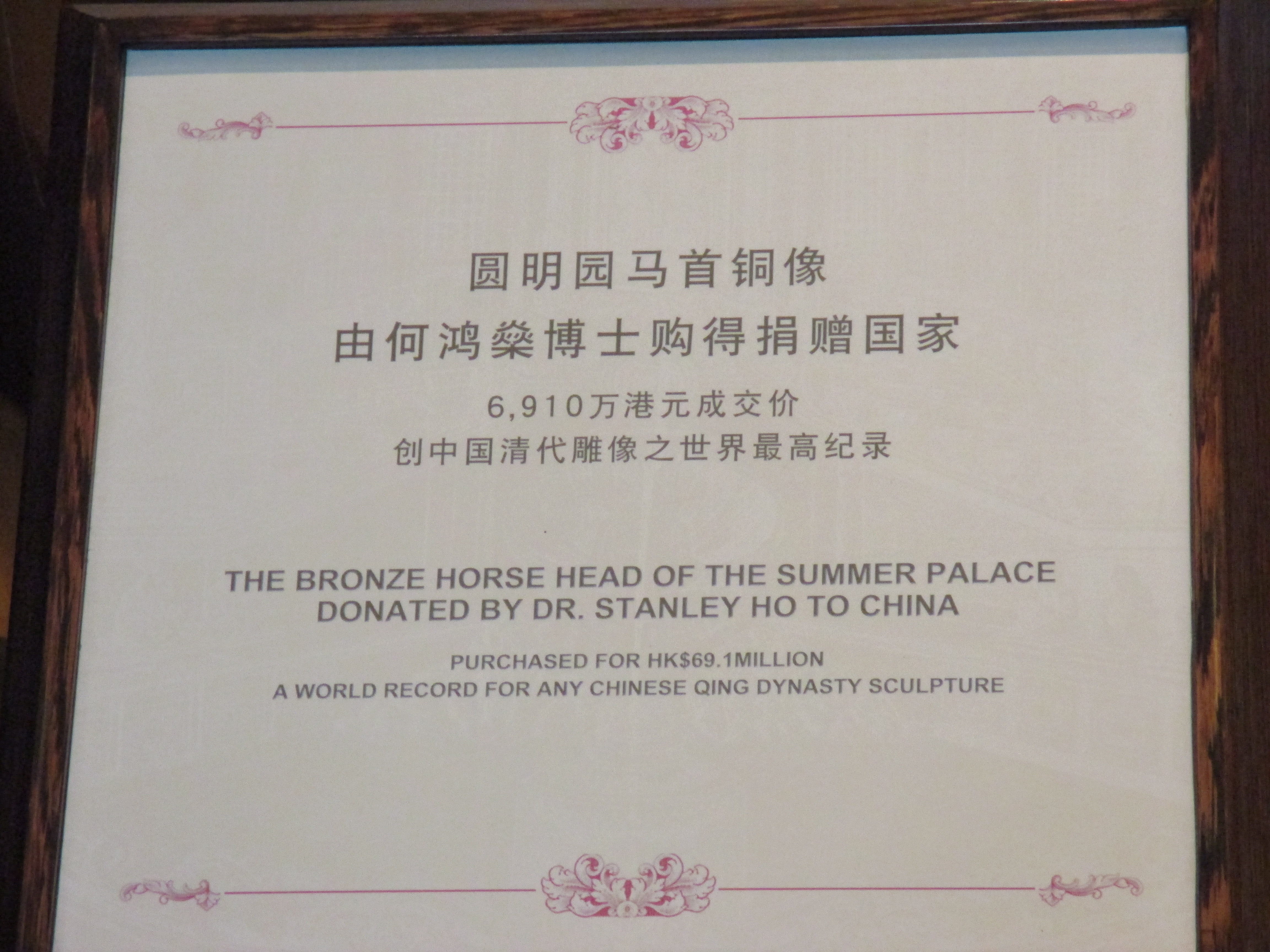
Hiện vật được trả giá 69,1 triệu đô la Hồng Kông, một kỷ lục thế giới cho bất kỳ tác phẩm điêu khắc nào thuộc triều đại nhà Thanh Trung Quốc
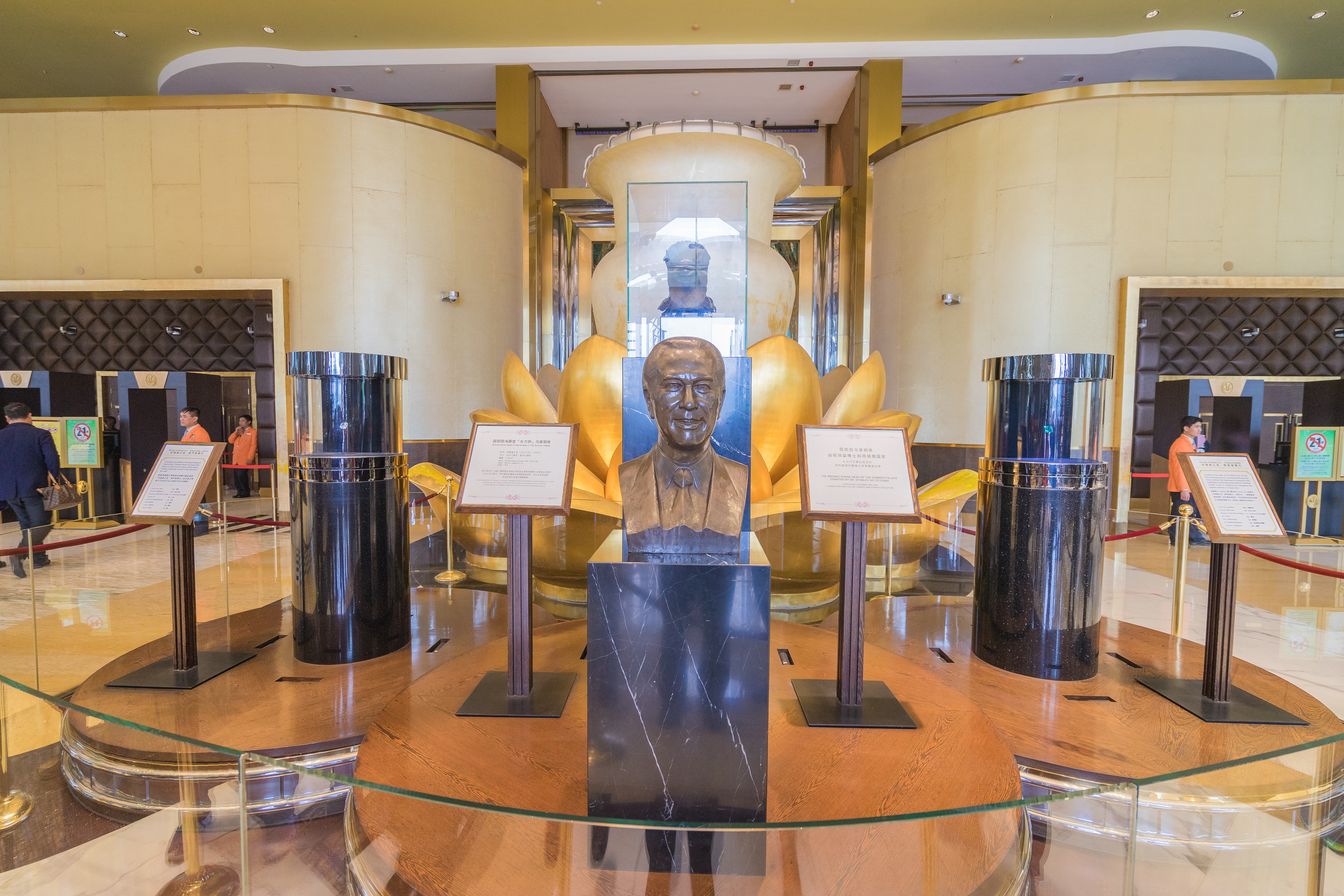
Tượng đầu ngựa bằng đồng được trưng bày trong khách sạn Grand Lisboa ở Ma Cao
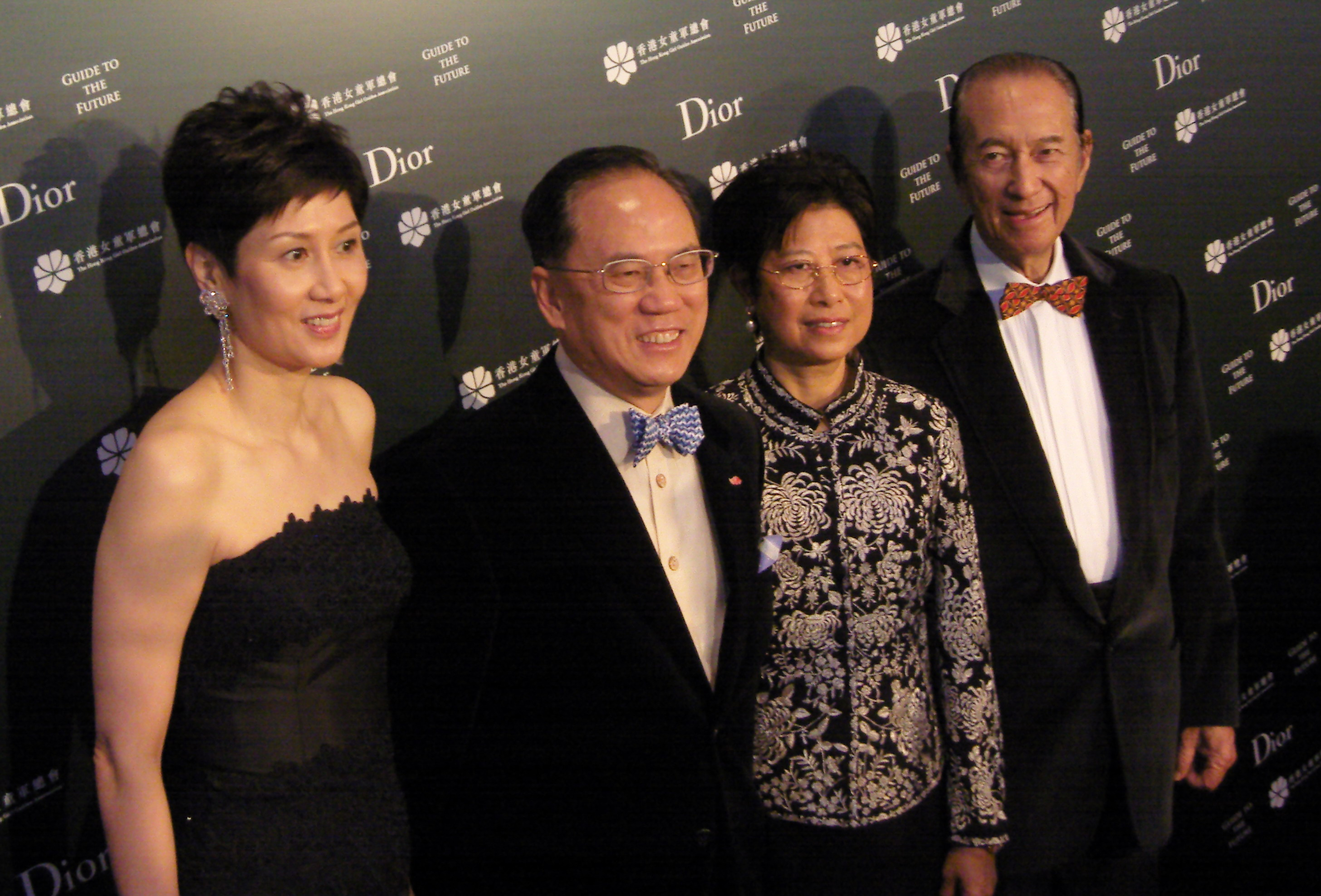
Hà Hồng Sân và Tăng Âm Quyền tại buổi ra mắt của bộ phim "La bàn ma thuật" và đêm từ thiện hàng năm của Hong Kong Girl Guides Association đã được tổ chức tại Cyberport Mall trên đảo Hồng Kông.

Hà Hồng Sân bị đột quỵ, bệnh Parkinson, suy thận và các bệnh khác sau khi bị chấn thương đầu năm 2009.
Năm 2010, ông bắt đầu chia tài sản của mình, đầu tiên chuyển một phần cổ phiếu SJM sang công ty thuộc quyền quản lý của vợ hai và 5 đứa con chung. Tháng tới, làm lại phân phối tài sản, chi mạnh tay hơn Chuyển sang người vợ thứ tư Lương An Kỳ, cổ phần của bà trong SJM Holdings đã thay đổi từ 0,66% thành gần 8%. Năm 2011, các con của vợ hai và vợ ba Trần Uyển Trân đã mua 33% cổ phần của Tập đoàn Úc Ngu. Điều này có nghĩa là quyền kiểm soát SJM được chuyển sang vợ hai và vợ ba. Sau khi thay đổi này được hoàn thành, He Hongshen gần như chia đôi tài sản của gia đình mình, và một cuộc chiến dài xung quanh tài sản gia đình bắt đầu.

## Tranh chấp cổ tức
Bà Hà Uyển Kỳ, em gái của Hà Hồng Sân có người con ngoài giá thú Mạch Thuấn Minh từ mối quan hệ với anh họ Hà Hồng Chương, cháu nội của ông Hà Đông. Hà Hồng Sân đã sử dụng chuyện này để gây áp lực kiểm soát em gái trong 40 năm. Năm 2001, Hà Hồng Sân và em gái ruột là bà Hà Uyển Kỳ (何婉琪) nảy sinh tranh chấp về cổ tức tại Công ty Úc Ngu, từ đó bất hoà không nhìn mặt.
Vào đêm giao thừa năm 2001, Hà Hồng Sân bất ngờ đưa ra một thông báo viết tay thông báo tới tất cả nhân viên của Công ty Giải trí Úc Ngu về việc loại bỏ tất cả các vị trí của Hà Uyển Kỳ tại Úc Ngu, chỉ giữ lại vị trí giám đốc. Ông Hồng Sân viện lý do rằng quản lý của Công ty Giải trí Úc cần người trẻ trung và chuyên nghiệp. Bà từ chối chuyển nhượng cổ phần chung của hai anh em cho người vợ thứ tư của Hà Hồng Sân. Kết quả là bà Hà Uyển Kỳ bị loại khỏi hội đồng quản trị và xóa bỏ tư cách cổ đông tham gia.
Bà Hà đã đăng báo nhiều lần để thu hồi khoảng 3 tỷ thặng dư tích lũy và cổ tức, còn ông Hà mỉa mai chế giễu bà chỉ phí công vô ích. Tháng 8 năm 2006, trợ lý Hội đồng Lập pháp Hồng Kông và Phó Chủ tịch Đảng Dân chủ Hồng Kông, luật sư Hà Tuấn Nhân (何俊仁) luật sư liên quan đến tranh chấp giữa bà Hà và công ty Úc Ngu, đã bị tấn công hội đồng, tổn thương nghiêm trọng phần đầu, gây chấn động Hồng Kông. Trưởng đặc khu hành chính Hồng Kông Tăng Âm Quyền khi đó lên tiếng sẽ truy bắt hung thủ dù có phải tìm cùng trời cuối đất. Các phương tiện truyền thông Hồng Kông suy đoán rằng vụ việc này do liên quan đến em gái của vua cờ bạc Hà Hồng Sân, bà Hà Uyển Kỳ (có tên khác là "Thập cô").
Theo thông tin thu được từ phát ngôn viên và truyền thông của bà Hà Uyển Kỳ, luật sư Mạc Siêu Quyền (莫超權), người đã giúp đỡ "Thập cô" vào năm 2002 và 2003, cũng bị đánh hai lần và bị thương đầu do bị ném đá hội đồng, và một luật sư khác, Mark Side, đã nhận được một lá thư đe dọa.

## Qua đời
Đầu năm 2020, truyền thông đưa tin ông Hà Hồng Sân, đã nằm điều trị ở Bệnh viện Dưỡng Hòa (Hồng Kông), tình hình sức khỏe trở nặng. Trước đó Ủy ban Chính hiệp tỉnh Quảng Đông và Ban Công tác Mặt trận Thống nhất của Tỉnh ủy Quảng Đông đã đến chia buồn, nhưng phía nhà họ Hà phủ nhận.
Vào khoảng 1:05 chiều ngày 26 tháng 5 năm 2020, Hà Hồng Sân qua đời tại Khoa Điều trị Chuyên sâu của Bệnh viện Dưỡng Hoà, hưởng thọ 99 tuổi và được nhiều người thân trong gia đình ở cạnh đến giây phút cuối. Sau đó, trưởng đặc khu hành chính Hồng Kông là bà Lâm Trịnh Nguyệt Nga và ông Hạ Nhất Thành, trưởng đặc khu hành chính Ma Cao đã gửi lời chia buồn sâu sắc và ca ngợi những cống hiến với xã hội của ông Hà Hồng Sân.

## Gia đình
Năm 20 tuổi, khi làm việc tại công ty Liên Xương, Hà Hồng Sân biết Lê Uyển Hoa (黎婉華) nhờ mối quan hệ công việc với anh rể cô, ông đã nhiệt tình theo đuổi. Con gái Hà Siêu Hiền kể lại: "Cha là người theo đuổi mẹ, quyết tâm học tiếng Bồ Đào Nha, mỗi ngày khi mẹ tôi tan học, ông đi xe đạp đến đường Travessa Do Bom Jesus (đường Thủy Sơn Viên, Ma Cao), nơi mẹ sống. Sau khi kết thúc công việc, mời mẹ đi uống trà"
Cha của Lê Uyển Hoa tên là Carlos de Mello Leitão (tên tiếng Trung là Lê Đăng; 卡洛斯-黎登), người Bồ Đào Nha sáng lập tờ báo Đông phương Bồ Đào Nha. Leitão sinh ra ở huyện Viseu thuộc Bồ Đào Nha vào năm 1879 và tốt nghiệp Khoa Luật của Đại học Coimbra. Ông đặt chân đến Ma Cao vào năm 1906 với tư cách là một công chứng viên và luật sư. Ông ta cực kỳ giàu có và sở hữu những tài sản mang tính biểu tượng như khách sạn Riviera nổi tiếng của Ma Cao, khách sạn Majestic và rạp chiếu phim Quốc Hoa (rạp chiếu phim Capitólio). Ông có người vợ cả ở Bồ Đào Nha và 3 người vợ lẽ ở Ma Cao (chế độ đa thê được hợp pháp tại Ma Cao cho đến năm 1971) với tổng cộng 24 người con. Trong số đó, Clementina Ângela de Mello Leitão (tên tiếng Trung là Lê Uyển Hoa) là con thứ 14.
Lê Uyển Hoa kết hôn với Hà Hồng Sân vào năm 1942 và sinh được một con trai và ba con gái. Hà Hồng Sân đã học tiếng Bồ Đào Nha từ người vợ cả cũng như được hỗ trợ về công việc tại Ma Cao. Năm 1956, Lê Uyển Hoa trong một lần về Ma Cao thăm gia đình, sau khi quay về Hồng Kông bị nôn mửa và tiêu chảy dẫn đến viêm đại tràng. Gia đình đã tìm kiếm các bác sĩ nổi tiếng nhưng vẫn không thể chữa khỏi. Căn bệnh không tìm ra nguyên nhân và gây các biến chứng khác, phải cắt bớt dạ dày, sử dụng thuốc trong thời gian dài và chỉ có thể ăn thức ăn lỏng. Cân nặng của Lê Uyển Hoa giảm từ 52 kg xuống còn 31 kg. Khi vợ cả của Hà Hồng Sân bị ốm phải nhập viện, lúc này trùm sòng bạc mới ngoài 30. Đối mặt với bệnh tật của vợ và công việc kinh doanh bận rộn, tinh thần ông có chút mệt mỏi. Tại vũ trường, Lam Quỳnh Anh thu hút được chú ý của Hà Hồng Sân. Hai người đã nhảy cùng nhau rồi bắt đầu mối quan hệ. Năm 1957, Lam Quỳnh Anh 14 tuổi đã trở thành vợ lẽ hợp pháp theo luật lệ Đại Thanh của Hà Hồng Sân khi đó 36 tuổi.
Hà Hồng Sân từng chia sẻ trong cuốn sách "Tự truyện Hà Hồng Sân" (何鸿燊传) năm 2001: "Tôi không thể làm nhà sư suốt đời. Hơn nữa, tôi đã làm chủ một doanh nghiệp lớn, rất bận rộn trong công việc và rất nhiều thú giải trí. Tôi cần một người phụ nữ đảm đương việc nhà và thường xuyên đồng hành cùng tôi." Khi đó Lam Quỳnh Anh còn trẻ và có thân hình chuẩn. Sau khi hai người kết hôn vào năm 1957, Lam Quỳnh Anh thường tháp tùng vua sòng bạc đến các dịp công tác và sự kiện từ thiện. Nhà phê bình giải trí là Ngô Thanh Công đã chỉ ra: Tại vũ hội từ thiện, Hà Hồng Sân và Lam Quỳnh Anh là đối tác ăn ý nhất, được mệnh danh là "ông hoàng và bà hoàng khiêu vũ".

### Phả hệ
|  |                                                         |  |  |  |  |  |  |  |  |  |  |  |  |  |  |  |
|  | Ông cố bên ông nội：Hà Sĩ Văn（1839—1892）              |  |  |  |  |  |  |  |  |  |  |  |  |  |  |  |
|  |                                                         |  |  |  |  |  |  |  |  |  |  |  |  |  |  |  |
|  |                                                         |  |  |  |  |  |  |  |  |  |  |  |  |  |  |  |
|  | Ông nội：Hà Khải Phúc（1863－1926）                     |  |  |  |  |  |  |  |  |  |  |  |  |  |  |  |
|  |                                                         |  |  |  |  |  |  |  |  |  |  |  |  |  |  |  |
|  |                                                         |  |  |  |  |  |  |  |  |  |  |  |  |  |  |  |
|  | Bà cố bên ông nội： Thi Đệ（1841—1896）                 |  |  |  |  |  |  |  |  |  |  |  |  |  |  |  |
|  |                                                         |  |  |  |  |  |  |  |  |  |  |  |  |  |  |  |
|  |                                                         |  |  |  |  |  |  |  |  |  |  |  |  |  |  |  |
|  | Cha：Hà Thế Quang（1886－1973）                         |  |  |  |  |  |  |  |  |  |  |  |  |  |  |  |
|  |                                                         |  |  |  |  |  |  |  |  |  |  |  |  |  |  |  |
|  |                                                         |  |  |  |  |  |  |  |  |  |  |  |  |  |  |  |
|  | Ông cố bên bà nội：La Phú Hoa（1831—1883）              |  |  |  |  |  |  |  |  |  |  |  |  |  |  |  |
|  |                                                         |  |  |  |  |  |  |  |  |  |  |  |  |  |  |  |
|  |                                                         |  |  |  |  |  |  |  |  |  |  |  |  |  |  |  |
|  | Bà nội：La Thuỵ Thái（1861—1949）                       |  |  |  |  |  |  |  |  |  |  |  |  |  |  |  |
|  |                                                         |  |  |  |  |  |  |  |  |  |  |  |  |  |  |  |
|  |                                                         |  |  |  |  |  |  |  |  |  |  |  |  |  |  |  |
|  | Bà cố bên bà nội：Tăng Hữu                              |  |  |  |  |  |  |  |  |  |  |  |  |  |  |  |
|  |                                                         |  |  |  |  |  |  |  |  |  |  |  |  |  |  |  |
|  |                                                         |  |  |  |  |  |  |  |  |  |  |  |  |  |  |  |
|  | Hà Hồng Sân（1921—2020）                                |  |  |  |  |  |  |  |  |  |  |  |  |  |  |  |
|  |                                                         |  |  |  |  |  |  |  |  |  |  |  |  |  |  |  |
|  |                                                         |  |  |  |  |  |  |  |  |  |  |  |  |  |  |  |
|  | Ông cố bên ông ngoại：Stephen Prentis Hall（1810—1872） |  |  |  |  |  |  |  |  |  |  |  |  |  |  |  |
|  |                                                         |  |  |  |  |  |  |  |  |  |  |  |  |  |  |  |
|  |                                                         |  |  |  |  |  |  |  |  |  |  |  |  |  |  |  |
|  | Ông ngoại：Tiển Đức Phần（1856—1924）                   |  |  |  |  |  |  |  |  |  |  |  |  |  |  |  |
|  |                                                         |  |  |  |  |  |  |  |  |  |  |  |  |  |  |  |
|  |                                                         |  |  |  |  |  |  |  |  |  |  |  |  |  |  |  |
|  | Bà cố bên ông ngoại：Hoàng thị                          |  |  |  |  |  |  |  |  |  |  |  |  |  |  |  |
|  |                                                         |  |  |  |  |  |  |  |  |  |  |  |  |  |  |  |
|  |                                                         |  |  |  |  |  |  |  |  |  |  |  |  |  |  |  |
|  | Mẹ：Tiển Hưng Vân                                       |  |  |  |  |  |  |  |  |  |  |  |  |  |  |  |
|  |                                                         |  |  |  |  |  |  |  |  |  |  |  |  |  |  |  |
|  |                                                         |  |  |  |  |  |  |  |  |  |  |  |  |  |  |  |
|  | Bà ngoại：May Wong（1861—1942）                         |  |  |  |  |  |  |  |  |  |  |  |  |  |  |  |
|  |                                                         |  |  |  |  |  |  |  |  |  |  |  |  |  |  |  |
|  |                                                         |  |  |  |  |  |  |  |  |  |  |  |  |  |  |  |

Hà Hồng Sân có một vợ chính thức và 3 người vợ bé，tổng cộng có 17 người con (6 trai và 11 con gái).
- Vợ cả: Lê Uyển Hoa (Clementina Angela Leitão, người lai Bồ Đào Nha sinh ra tại Ma Cao tháng 8 năm 1923- mất 21 tháng 2 năm 2004）sinh được：
  - Trưởng nữ ： Hà Siêu Anh (Jane Francis Ho) (sinh năm 1947) = Chồng cũ: Tiêu Bách Thành, con trai của đại gia Tiêu Minh [41]
    - Cháu gái: Tiêu Mân Tranh (Ringo) sinh năm 1979 = Chaim Scowcroft

  - Trưởng nam：Hà Du Quang (Robert) (1948-1981)= Suki Potier (14/11/1947—23/6/1981)
    - Cháu gái: Hà Gia Hoa（Faye）sinh năm 1975 = chồng cũ người Mỹ Michael Anthony Iesu
      - Chắt nội Tô Lệ Nghi (Melanin)
      - Chắt nội (Michael)

    - Cháu gái Hà Gia Văn (Sarah) (sinh năm 1978) = Samuele Serreli

  - Con gái thứ 2：Hà Siêu Hiền (Angela) = Peter Kjaer
    - Cháu trai: Hà Gia Vinh（Stanley Ho Willers) sinh năm 1987
    - Cháu gái: Hà Gia Tình（Ariel Ho Kjaer) sinh năm 1993

  - Con gái thứ 3: Hà Siêu Hùng (Deborah) sinh năm 1962

- Vợ hai: Lam Quỳnh Anh (Laam, Lucina King-Ying) (sinh năm 1943 - mất năm 2022) sinh ra：
  - Con gái thứ 4：Hà Siêu Quỳnh (Pansy) sinh ngày 26 tháng 8, 1962 (62 tuổi) = Chồng cũ: Hứa Tấn Hanh
  - Con gái thứ 5：Hà Siêu Phượng (Daisy) (sinh năm 1964) = Chồng Hà Chí Kiên (Simon), phụ trách việc kinh doanh
    - Cháu ngoại: Hà Tư Hành (何鍶珩, Beatrice), sinh năm 1995
    - Cháu ngoại: Hà Thiến Hành (何倩珩, Gillian), sinh năm 1997

  - Con gái thứ 6：Hà Siêu Hà (何超蕸, Maise), sinh năm 1966
  - Con gái thứ 7：Hà Siêu Nghi (Josie), sinh ngày 26 tháng 12, 1974 (50 tuổi) = Chồng Trần Tử Thông (Conroy)
  - Con trai thứ 2：Hà Du Long (Lawrence) sinh năm 1976 = Vợ La Tú Nhân (Sharen), cháu nội của người sáng lập tập đoàn sữa đậu nành Vitasoy Hồng Kông
    - Cháu gái Hà Khai Tử (Mia), sinh tháng 9, 2006 (18 tuổi)

- Người vợ ba Trần Uyển Trân (Ina, Chan Un Chan) (sinh năm 1954）sinh ra：
  - Con gái thứ 8：Hà Siêu Vân (Florinda) sinh ngày 27 tháng 2, 1989 (36 tuổi)
  - Con gái thứ 10：Hà Siêu Liên (Laurinda) sinh ngày 9 tháng 5, 1991 (33 tuổi) (Sinh đôi)
  - Con trai thứ 3：Hà Du Khải (Orlando) sinh ngày 9 tháng 5, 1991 (33 tuổi) (Sinh đôi) = Vợ cũ: Tề Kiều (齊嬌)
    - Cháu nội: Hà Hú Linh (何煦齡, Tittania) sinh năm 2018
    - Cháu nội: Hà Hú Hâm (何煦鑫, Tylia) sinh năm 2019

- Vợ tư: Lương An Kì (Angela, Leong On-Ki) (sinh năm 1961) sinh ra：
  - Con gái thứ 9：Hà Siêu Doanh (Sabrina) sinh ngày 24 tháng 9, 1990 (34 tuổi) = Chồng: Tân Kỳ Long (辛奇隆)
    - Cháu ngoại: Tân Thiên Mịch (辛阡覓, Audrey Rose）sinh ngày 28 tháng 8, 2019 (5 tuổi)

  - Con trai thứ 4：Hà Du Hanh (Arnaldo) sinh năm 1992
  - Con trai thứ 5：Hà Du Bang
  - Con trai thứ 6：Hà Du Quân (Mario) sinh ngày 2 tháng 1, 1995 (30 tuổi) = Vợ: Hề Mộng Dao
    - Cháu đích tôn: Hà Quảng Sân (何广燊, Ronaldo), sinh ngày 22 tháng 10, 2019 (5 tuổi)

  - Con gái thứ 11：Hà Siêu Hân (Alice), sinh ngày 12 tháng 6, 1999 (25 tuổi)